# Toni Piqué i Fernàndez
Toni Piqué i Fernàndez (El Pla de la Font, 1964) és un periodista, consultor de mitjans de comunicació i professor universitari català.
Llicenciat en Ciències de la Informació per la Universitat de Navarra, l'any 1987. Ha treballat com a periodista, consultor en organització i integració de redaccions i desenvolupament editorial en diversos mitjans. Entre 1984 i 1994 va treballar a La Vanguardia; entre 2006 i 2009 va dirigir projectes a Cases i Associats, i entre 2005 i 2006 va ser director de Diari de Tarragona. Des de 2005 escriu, amb Gonzalo Peltzer, el blog Paper Papers sobre periodisme i el sector de la comunicació. Treballa com a columnista a El Singular Digital i al diari Ara, és conseller de l'Agència Catalana de Notícies i director d'Experiència d'Usuari del diari Ara. És coautor del llibre The Global Journalist (1997). Des de 2008 fa classes de periodisme a la Universitat Internacional de Catalunya.